# Sutegoma2
sutegoma2（すてごまつー）は、日本のハッカーグループ、CTFチーム。
tessyをリーダーとし、多数の情報セキュリティ技術者を擁する。会合を通して技術力の向上を図るとともに、国内外のCTFに参加したり、情報セキュリティの振興に貢献したりといった活動を行っている。

## 概要
世界最大級のセキュリティカンファレンス「BlackHat Briefing」とそれに付随して開催される「DEFCON」（デフコン）に挑戦するために結成されたハッカーチーム。犯罪行為や悪戯などを目的にしない純粋な技術向上目的でのハッカーグループとしては珍しい。この、デフコンは世界最大のハッキングイベントと報じられている。このデフコン内でもっとも人気が高い競技とされるのがCTF（Capture The Flag）であり、それに挑む日本人グループとしてSutegoma2は報じられた。2011年および2012年に、「CTF で2連覇達成」と2013年には「ハッキング競技で日本人チームが6位の快挙」と報じられている。そのセキュリティ技術に注目が集まり、2013年には「日本を守る「七人の侍」」として、日経コンピュータ誌が特集を組んでいる。

## 戦歴
主な戦歴を記述する。

### 2009年
- CODEGATE2009 予選 13位
- DEFCON17 CTF予選 12位
- HITB2009KL CTF本戦 7位

### 2010年
- CODEGATE2010 予選 10位
- CODEGATE2010 本戦 7位
- DEFCON18 CTF予選 20位
- HITB2010KL CTF本戦 8位

### 2011年
- CODEGATE2011 CTF予選 1位
- CODEGATE2011 CTF本戦 4位
- DEFCON19 CTF予選 2位
- HITB2011KL CTF本戦 1位 [7]

### 2012年
- DEFCON20 CTF予選 4位
- HITB2012KL CTF本戦 1位 [8]

### 2013年
- CODEGATE2013 CTF予選 7位
- CODEGATE2013 CTF本戦 5位

## メンバーについて

### 主なメンバー
- tessy - sutegoma2リーダー
- yoggy
- eggpod - HITB2011KL/HITB2012KL CTF優勝メンバー[7]
- ucq - DEFCON Backdoor Hiding Contest優勝[9]、HITB2011KL CTF優勝メンバー[7]
- murachue - HITB2011KL/HITB2011KL CTF優勝メンバー[7]
- goroh_kun - HITB2012KL CTF優勝メンバー[8]